# Antoine Salva
Pour les articles homonymes, voir Salva.
Antoine Salva, né le 7 mars 1744 à Espéraza (Aude), mort le 5 mars 1806 à Sessa (Italie), est un général français de la Révolution et de l’Empire.

## États de service
Il entre en service le 16 août 1759, dans le régiment de Guyenne, et il passe le 1er avril 1761, dans le régiment de Bresse. Le 1er janvier 1763, il est admis comme canonnier dans le régiment de Toul, et il y devient sergent-major le 1er janvier 1766. De 1769 à 1771, il fait la campagne de Corse. Le 4 juillet 1779, il est nommé lieutenant en troisième, et il sert à l’armée des Côtes de l’Océan de 1780 à 1782.
Lieutenant en second au 2e régiment d’artillerie le 1er janvier 1791, il passe capitaine le 2 juin 1792, et chef de bataillon le 25 mai 1794. Il fait les premières campagnes de la Révolution aux armées du Rhin, des Alpes et des Pyrénées orientales. Le 18 juin 1794, il est nommé adjudant-général chef de brigade, et il se distingue le 20 décembre 1794, à l’affaire du pont des Moulins, sous les ordres du général Pérignon.
Le 5 janvier 1795, il se déguise, trace et fait construire, sous le feu de l'ennemi, une batterie rasante pour tirer dans la rade de Roses sur les navires espagnols. Lors du siège de cette place, il trace de jour une batterie de 18 pièces, de vingt quatre à soixante toises de la place, et en dirige la construction avec tant de précaution et de célérité, que le troisième jour, son succès est tel que la ville se rend. En récompense de sa conduite, le général en chef, ainsi que les représentants du peuple le nomment général de brigade provisoire le 3 février 1795, mais Aubry, alors à la tête de l’artillerie, s’oppose à cette nomination.
Envoyé à l’armée d’Italie en 1796, il se fait de nouveau remarquer à l’affaire de San Michele au Tyrol le 13 janvier 1797, lorsqu’il dirige 6 pièces de canon à travers des jardins dont il fait abattre les murs, leurs feux habilement dirigés, déterminent la prise de la place hautement retranchée. À la bataille de Rivoli le 15 janvier, il se porte avec 8 pièces d’artillerie sur un plateau d’où il mitraille l’ennemi, et contribue grandement au succès de cette journée. Le 19 juin 1799, à la bataille de Trebbia, il sauve le grand parc d’artillerie et les provisions de bouche de l’armée grâce à sa prévoyance et à ses bonnes dispositions. Il est fait prisonnier sur mer par les Anglais le 15 juillet 1799, et il est libéré sur parole deux mois plus tard.
De retour à l’armée d’Italie, il est promu général de brigade le 11 janvier 1800, et le 25 décembre suivant, il se trouve au passage du Mincio, où il fait lancé un ponton sur la rivière sous le feu de l’ennemi. Commandant en chef l’artillerie de l’aile droite, il ordonne d’habiles dispositions, et réussi par sa prévoyance, à réunir 42 pièces de canon qui décident en partie du succès de cette bataille. Le 21 janvier 1802, il obtient le commandement de l’école d’artillerie de Toulouse. Il est fait chevalier de la Légion d’honneur le 11 décembre 1803, et commandeur de l’ordre le 14 juin 1804.
Le 27 août 1805, il reçoit l’ordre de rejoindre l’armée de Naples, afin de prendre le commandement de l’artillerie du corps d’armée du général Saint-Cyr, et le 28 septembre 1805, il devient inspecteur général d’artillerie.
Le 21 février 1806, il passe à l’armée d’Italie, et il meurt pendant la campagne le 5 mars 1806 à Sessa.

## Sources
- (en) « Generals Who Served in the French Army during the Period 1789 - 1814: Eberle to Exelmans »
- Thierry Pouliquen, « Les généraux français et étrangers ayant servis [sic] dans la Grande Armée » (consulté le 11 janvier 2015)
- A. Lievyns, Jean Maurice Verdot, Pierre Bégat, Fastes de la Légion-d'honneur, biographie de tous les décorés accompagnée de l'histoire législative et réglementaire de l'ordre, Tome 3, Bureau de l’administration, 1844, 529 p. (lire en ligne), p. 477.
- (pl) « Napoléon.org.pl »
- Arthur Chuquet, Ordres et apostilles de Napoléon (1799-1815), paris, librairie ancienne Honoré Champion, 1911, p. 41